# Баскаковское сельское поселение (Смоленская область)
Баскаковское сельское поселение — упразднённое муниципальное образование в составе Гагаринского района Смоленской области России.
Административный центр — село Баскаково.
К 1 января 2019 года все населённые пункты вошли в Гагаринское сельское поселение.

## Географические данные
- Общая площадь: 96,34 км²
- Расположение: западная часть Гагаринского района
- Граничит:
  - на северо-востоке — с Родомановским сельским поселением
  - на юго-востоке — с Ашковским сельским поселением
  - на юге — с Потаповским сельским поселением
  - на юго-западе — с Серго-Ивановским сельским поселением
  - на северо-западе — с Новодугинским районом
- Крупные реки: Сежа.
- По территории поселения проходит железная дорога Москва — Минск, станций нет.

## Население
| 2007 | 2011 | 2012 | 2013 | 2014 | 2015 | 2016 |
| ---- | ---- | ---- | ---- | ---- | ---- | ---- |
| 618  | ↘555 | ↘542 | ↘525 | ↘513 | ↘478 | ↘473 |
| 2017 | 2018 | 2019 |      |      |      |      |
| ↘455 | ↘436 | ↘429 |      |      |      |      |

## Состав поселения
В состав поселения входят следующие населённые пункты:
- Село Баскаково — административный центр
- Брылево, деревня
- Веригино, деревня
- Дубровка, деревня
- Ильино, деревня
- Мостище, деревня
- Новинское, деревня
- Новое Село, деревня
- Плоское, деревня
- Старое, деревня
- Ширяиха, деревня

## Местное самоуправление
Главой поселения и Главой администрации является Петрова Елизавета Викторовна.

## Экономика
Сельхозпредприятия, магазины.